# Россия (авиакомпания)
Росси́я (юридическое название АО «Авиакомпания «Россия») — российская авиакомпания, входит в состав группы «Аэрофлот». Один из крупнейших авиаперевозчиков России.
Основана 7 мая 1934 года. Является крупнейшим и базовым перевозчиком аэропорта «Пулково» (Санкт-Петербург). Выполняет полёты из московского аэропорта Шереметьево по центральной России, в города черноморского побережья страны, а также в пять областных центров Дальнего Востока. Имеет региональный хаб в красноярском аэропорту Емельяново и Сочи (Адлер). Использует бонусную программу «Аэрофлота» «Аэрофлот Бонус».  Является аффилированным членом авиационного альянса «SkyTeam».
Авиакомпания «Россия» входит в пятёрку крупнейших авиаперевозчиков страны и является крупнейшим эксплуатантом ВС отечественного производства.
«Россия» участвует в международной программе безопасного туризма «Safe Travel» и отмечена знаком «Безопасное гостеприимство в Санкт-Петербурге / Safe Travels SPB». Авиакомпания является лидером среди российских авиаперевозчиков по уровню безопасности полётов по версии немецкого исследовательского центра JACDEC.
Рейсы с нумерацией SU/FV 5501-6999 выполняются под кодом ПАО «Аэрофлот».
Рейсы с нумерацией HZ 2451-2476 выполняются совместно с авиакомпанией «Аврора».

## История

### Приватизация авиапредприятия «Пулково»
Авиакомпания «Россия» является преемником авиапредприятия «Пулково», образованного 3 апреля 1992 года. Именно эта дата является днём образования авиакомпании как отдельного юридического лица. В свою очередь ГУАП «Пулково» является преемником самостоятельного отряда для управления и руководства воздушной линией Ленинград—Москва, образованного 7 мая 1934 года.
30 сентября 2005 года из состава ФГУАП «Пулково» был выделен аэропорт, ставший самостоятельным юридическим лицом ФГУП «Аэропорт «Пулково». 9 октября 2006 года федеральное государственное унитарное авиационное предприятие «Пулково» было переименовано в ФГУП «Государственная транспортная компания «Россия».

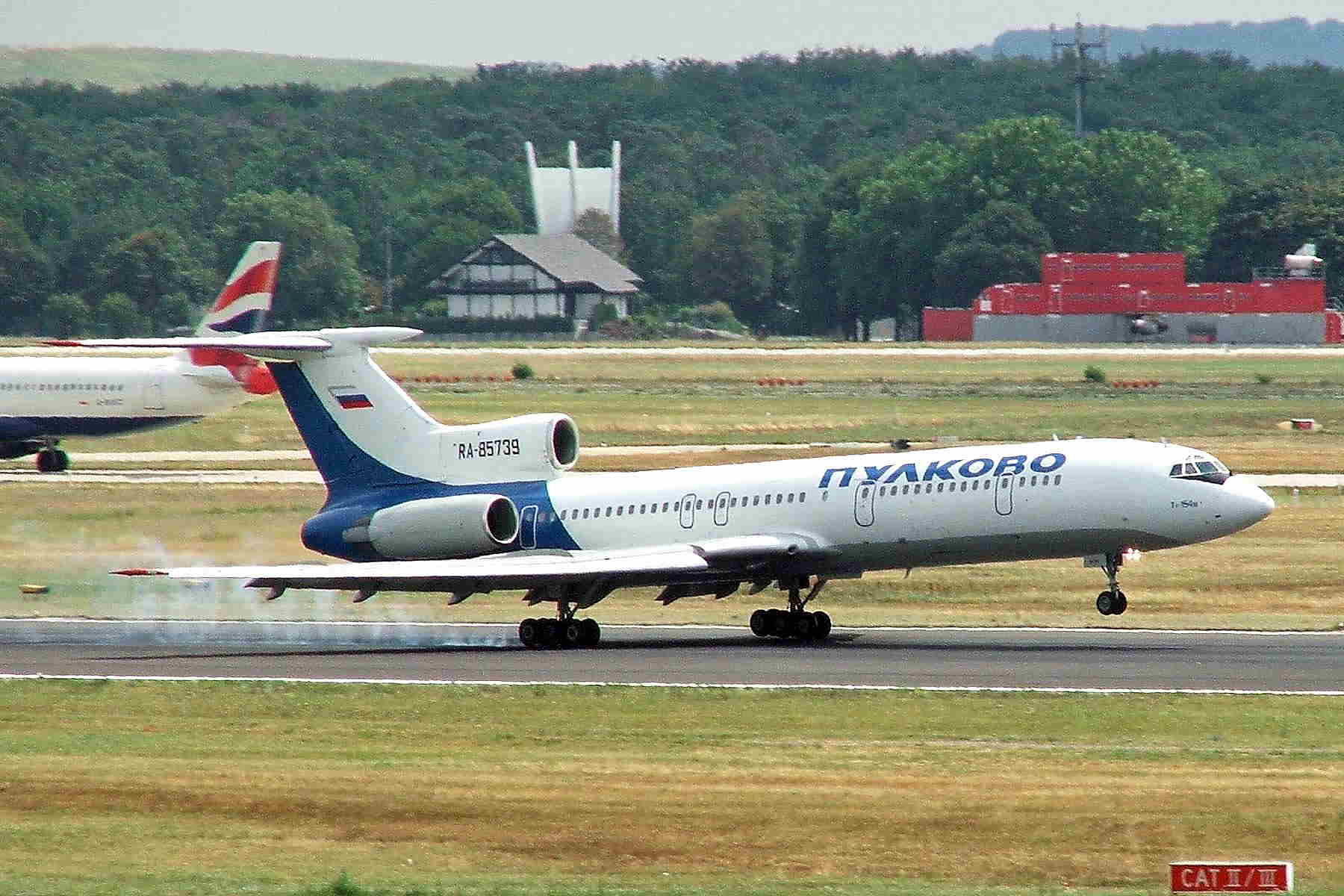
Ту-154М авиапредприятия «Пулково»

До июля 2008 года имущество компании находилось в федеральной собственности и компания подчинялась управлению делами президента Российской Федерации и министерству транспорта РФ. 10 июля 2008 года указом президента Российской Федерации было принято решение о преобразовании ГТК «Россия» в открытое акционерное общество и передаче 100 % акций госкорпорации «Ростехнологии», а сама компания была исключена из перечня стратегических предприятий и стратегических акционерных обществ Российской Федерации.
В январе 2009 года из компании был выделен особый отряд. Соответствующий комплекс был передан вновь созданному специальному лётному отряду «Россия».
2 февраля 2010 года премьер-министр РФ Владимир Путин одобрил предложение минтранса по акционированию компании ГТК «Россия» и других ФГУПов, находящихся в ведении «Ростехнологии», а также о последующем их слиянии с «Аэрофлотом».
2 февраля 2011 года с получением свидетельства о регистрации ОАО «Авиакомпания «Россия» была завершена её приватизация. 28 января 2011 года федеральное государственное унитарное предприятие преобразовано в открытое акционерное общество «Авиакомпания «Россия».

### Группа «Аэрофлот»
16 ноября 2011 года ОАО «Аэрофлот» были переданы 75% минус 1 акция ОАО «Авиакомпания «Россия», в декабре — 25 % плюс 1 акция были переданы в дар правительству Санкт-Петербурга. В соответствии с постановлением правительства города от 23 декабря 2011 г. главной целью передачи является обеспечение осуществления полномочий исполнительных органов государственной власти Санкт-Петербурга по организации развития транспортного комплекса города.

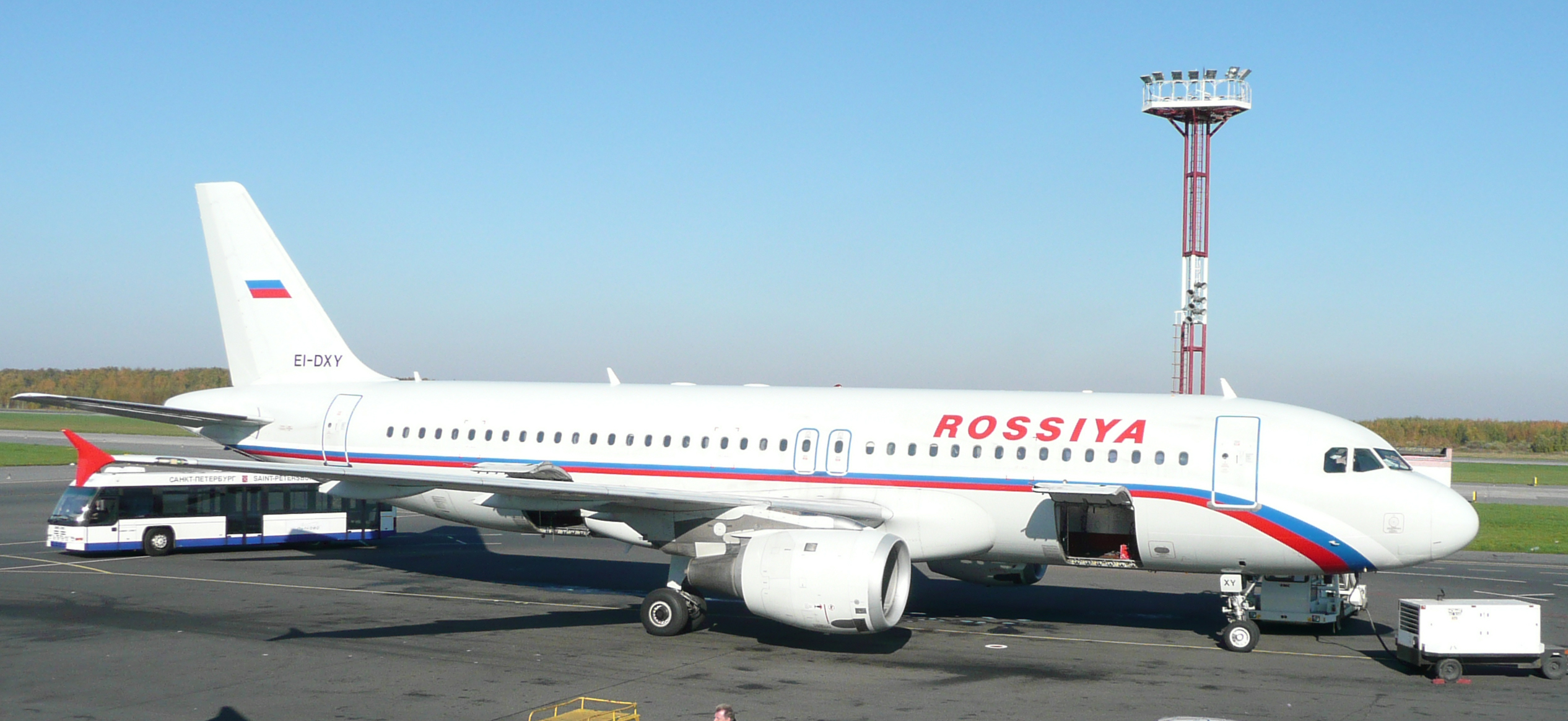
Airbus A320 в ливрее авиакомпании «Россия» до 2016 года

В декабре 2011 года было подписано постановление правительства Санкт-Петербурга о принятии в дар от компании «Ростехнологии» 25 % акций авиакомпании. Городу передано 229 726 обыкновенных именных бездокументарных акций. Номинальная стоимость одной ценной бумаги составляет 1 тысячу рублей. В общей сложности Санкт-Петербург теперь стал обладателем блокирующего пакета акций — 25% плюс одна голосующая акция.
В 2014 году коммерческое управление ОАО «Авиакомпания «Россия» было передано материнской компании ОАО «Аэрофлот». С весенне-летнего расписания рейсы авиакомпании «Россия» начали выполняться под единым кодом для группы компаний «Аэрофлот». Именно с этим были внедрены новые IT-продукты в сфере бронирования, дистрибуции и регистрации перевозок, авиакомпания «Россия» стала участником программы премирования часто летающих пассажиров «Аэрофлот Бонус». Пассажиропоток компании превысил 5 миллионов пассажиров. «Россия» становится официальным перевозчиком футбольного клуба «Зенит» и представляет публике самолёт VQ-BAS (RA-73199) в фирменной ливрее клуба. По итогам года становится самой пунктуальной авиакомпанией в России.
27 марта 2016 года авиакомпания «Россия» начинает полёты в новом формате и масштабе. Основным пунктом базирования остаётся Санкт-Петербург. Под бренд авиакомпании «Россия» интегрировались «Донавиа» и «Оренбургские авиалинии», являющимися другими дочерними авиакомпаниями «Аэрофлота».
Значительно расширяется флот компании и география полётов. Авиакомпания начинает выполнять рейсы из Москвы.

### Ребрендинг

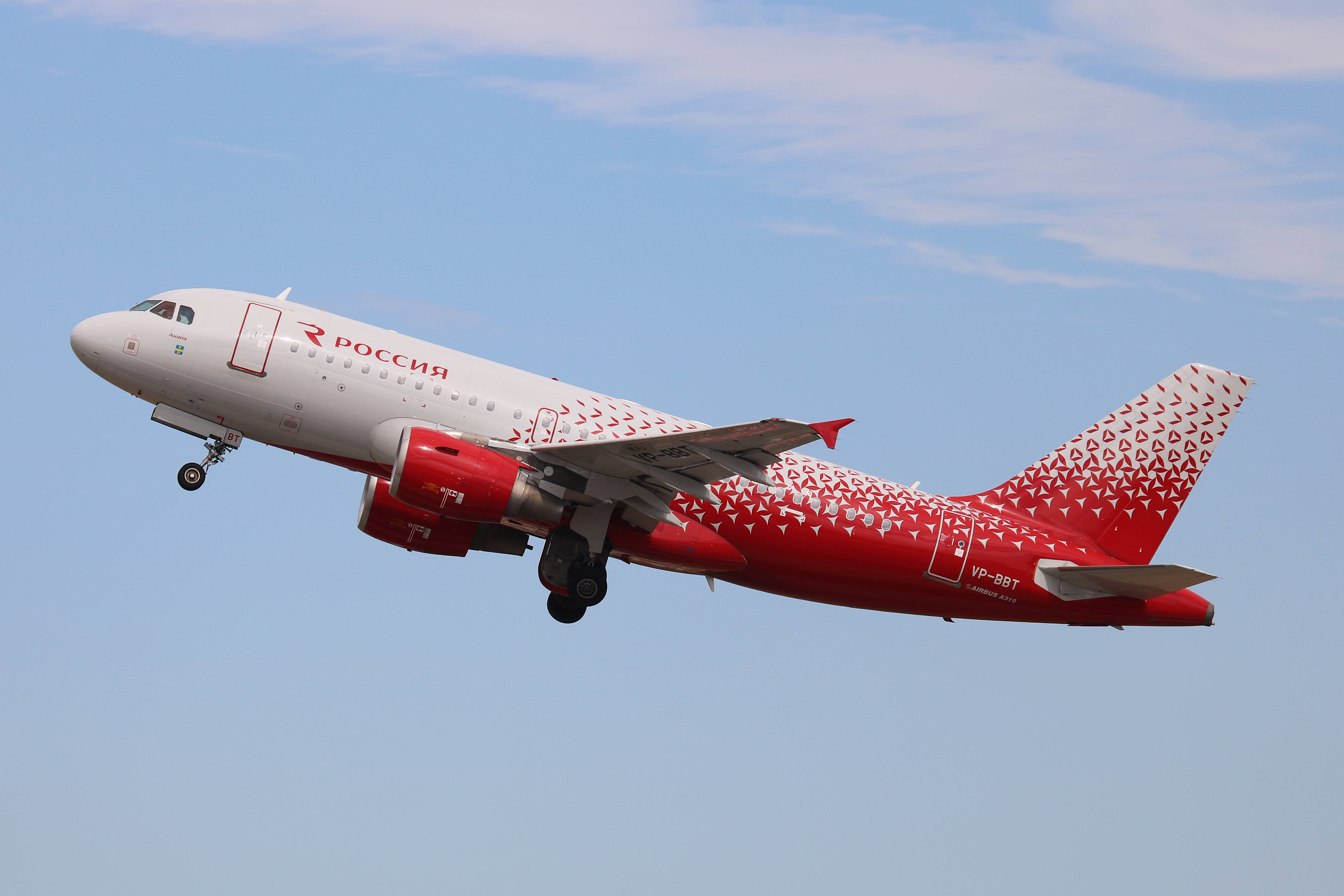
Airbus A319-100 в обновлённой ливрее авиакомпании «Россия»

Одновременно с представлением обновлённой компании стартовал процесс ребрендинга авиаперевозчика. Разработана и внедрена новая ливрея авиакомпании, а также традиция присвоения самолётам имён российских городов — первыми из них стали «Санкт-Петербург», «Ростов-на-Дону» и «Волгоград». На носовой части фюзеляжа под кабиной пилотов размещается название и герб города. Проект ребрендинга был выполнен агентством «Otvetdesign».
Основной задачей при разработке нового фирменного стиля авиакомпании «Россия» стало формирование яркого, узнаваемого, запоминающегося, наполненного смысловой коммуникацией визуального образа авиакомпании. Модернизированный фирменный стиль призван подчеркнуть современный масштаб компании. Большое значение при запуске ребрендинга было уделено преемственности по отношению к предыдущему логотипу и одновременно приданию ему новых современных черт. Фирменный знак логотипа выполнен в виде инверсионного следа от самолёта. Его написание-росчерк подчёркивает динамичный характер обновлённого бренда. Заданный образ находит развитие и в системе графических элементов фирменного стиля, начиная от ливрей воздушных судов и заканчивая деловой документацией.
В основе фирменного паттерна ливреи воздушного судна лежит элемент, внешне напоминающий лопасть. Пластикой и формой он созвучен логотипу компании. Из элемента складываются модули, которые графически повторяют образ турбины. Паттерн меняет свою плотность от носовой части самолёта к его хвостовой части — становится насыщеннее, словно следуя за потоком воздуха. Этот приём помогает передать ощущение полёта, движения, даже когда самолёт находится на земле. На нижней части фюзеляжа фирменным шрифтом нанесено название авиакомпании.
В апреле 2016 года авиакомпания представила первый самолёт Boeing 747-400 в новой ливрее, получивший название в честь Санкт-Петербурга.

### Современный период
По итогам 2017 года «Россия» достигла рекордного в истории авиакомпании пассажиропотока: было перевезено 11 152 738 человек, что на 40% превысило показатели 2016 года. «Россия» продемонстрировала лучшие темпы роста по основным показателям пассажирских перевозок среди крупнейших авиакомпаний отрасли, что обеспечило позицию второго крупнейшего авиаперевозчика страны.
Авиакомпания «Россия» в период пандемии выполняет внутренние и международные пассажирские и грузовые рейсы. Развивает авиасообщение из Москвы, Санкт-Петербурга и других городов России в города Дальнего Востока, Черноморского побережья и Калининград.
В апреле 2020 года авиакомпания «Россия» перебазировала основной флот из аэропорта Внуково в аэропорт Шереметьево. В сентябре 2020 года аэропорт Шереметьево и авиакомпания «Россия» представили современный ангарный комплекс для технического обслуживания ВС.
1 января 2021 года состоялся первый рейс на отечественном Superjet 100 в ливрее авиакомпании «Россия». По состоянию на декабрь 2021 в парке самолётов авиакомпании насчитывалось уже 65 воздушных судов SSJ100.
Летом 2022 года был введен новый класс обслуживания – «Комфорт», предоставляемый на самолётах Superjet 100, выполняющих полеты из Санкт-Петербурга и Красноярска.
В 2023 года парк воздушных судов авиакомпании «Россия» в 2023 году увеличился до 137 самолётов, из которых 78 отечественные Суперджет 100 – это самый большой парк самолётов отечественного производства в стране.
Существенное развитие в 2023 году получил уникальный проект авиакомпании под названием «Люблю российское». Главной его целью является поддержка отечественных брендов, продвижение товаров и услуг российских компаний. В рамках программы воздушные суда, сайт и социальные сети перевозчика становятся единым каналом связи между российскими производителями и миллионами пассажиров.
Для пассажиров дальнемагистральных рейсов на Кубу была запущена новая услуга Sleep+, которая дает возможность забронировать пассажиру спальный ряд (полный блок из трех или четырёх кресел) с предоставлением предметов комфорта (матрас, подушка, плед, дорожный набор) для комфортного размещения и сна во время полёта.
В мае 2024 года авиакомпании «Россия» исполнилось 90 лет.

## Корпоративные данные

### Общие данные о деятельности компании
В июле 2018 года База технического обслуживания авиакомпании «Россия» получила сертификат Международной организации по аккредитации калибровочной лаборатории по стандарту International Laboratory Accreditation Cooperation (ILAC).
С октября 2018 года авиакомпания «Россия» приступила к самостоятельному выполнению самых масштабных периодических форм технического обслуживания 6Y check и 12Y check на воздушных судах семейства Airbus А320(319). Первый лайнер А319 авиакомпании поступил на обслуживание 7 октября 2018 года. Разрешение на проведение этого вида работ было получено авиакомпанией после аудита департамента авиационно-технического обеспечения (ДАТО) «России» Бермудскими авиационными властями (BСАA), состоявшегося в сентябре. Аудиту предшествовало приобретение специального инструмента и наземного оборудования.
По итогам аудита операционной безопасности Международной ассоциации воздушного транспорта (IOSA — IATA Operational Safety Audit) в 2007 году авиакомпания была включена в реестр операторов IOSA, в 2015, 2017, 2019 и 2021 годах прошла очередные аудиты. Авиакомпания имеет сертификат соответствия системы менеджмента качества (СМК) требованиям ISO 9001:2008.
В январе 2023 года «Россия» на базе Департамента технического обеспечения (ДТО) выполнила первое обслуживание воздушного судна Суперджет 100 по «тяжелой» форме технического обслуживания, которое проводится раз в два года.

### Показатели производственной деятельности
Показатели операционной деятельности авиакомпании:
|                                          | 2007 | 2008  | 2009  | 2010  | 2011  | 2012  | 2013  | 2014   | 2015  | 2016   | 2017   | 2018 | 2019 | 2020  | 2021  |
| ---------------------------------------- | ---- | ----- | ----- | ----- | ----- | ----- | ----- | ------ | ----- | ------ | ------ | ---- | ---- | ----- | ----- |
| Перевезено пассажиров, млн чел.          | 3,2  | 3,5   | 2,9   | 3,1   | 3,5   | 4,2   | 4,6   | 5,2    | 4,6   | 8,1    | 11,1   | 11,1 | 11,6 | 5,7   | 9,9   |
| Пассажирооборот, млрд п-км               | н/д  | 7,730 | 6,091 | 6,242 | 7,191 | 8,761 | 9,186 | 10,147 | 8,695 | 18,719 | 28,119 | 29,6 | 33,7 | 16,01 | 24,39 |
| Процент занятости пассажирских кресел, % | н/д  | н/д   | н/д   | 75,3  | 75,3  | 77,5  | 76,4  | 75,7   | 81,7  | 81,7   | 84,4   | 86,6 | 85,3 | 78,2  | 83,1  |

## Флот
По состоянию на август 2023 года, размер флота АО «Авиакомпания „Россия“» составляет 136 самолётов. 7 авиалайнеров Boeing 747-400 находятся на хранении. Все 5 авиалайнеров Boeing 777-300 и 9 Boeing 747-400 получены из Трансаэро. Средний возраст самолётов (на январь 2023 года) составляет 9,7 лет. Хотя в 2022 году шла речь о прекращении эксплуатации Boeing 747-400, в сентябре 2024 года авиакомпания возобновила перелёты на двух бортах, появилась информация о возможном возвращении самолётов на регулярные пассажирские рейсы в летнем летном расписании следующего года. 30 апреля 2025 года лайнер «Петропавловск-Камчатский» прибыл в калининградский аэропорт «Храброво».
В апреле 2023 года авиакомпания получила два Boeing 737-900ER, которые ГТЛК завезла в Россию из Индонезии, выкупив у авиакомпании Lion Air. Оба самолёта эксплуатируются в «России», а позже будут переданы в «Аэрофлот».
Имена самолётов
Самолёты флота авиакомпании «Россия» носят названия городов Российской Федерации (борт RA-73484 носит имя Владимира Жириновского, а борт RA-73485 — Гавриила Державина); в носовой части самолёта размещаются имя или название и герб соответствующего города:
- Airbus A319-100 — Владимир, Волгоград, Воронеж, Иваново, Ижевск, Липецк, Мурманск, Новокузнецк, Новороссийск, Омск, Ростов-на-Дону («Спортолёт»), Самара, Саратов, Смоленск, Ставрополь, Тула, Улан-Удэ.
- Airbus A320-200 — Архангельск, Белгород, Вологда, Грозный, Краснодар, Минеральные Воды, Пермь, Челябинск.
- Boeing 737-800 — Астрахань, Барнаул, Брянск, Калининград, Махачкала, Пенза, Пятигорск, Рязань, Тюмень, А.Громыко, В.Шухов, Р.Гамзатов.
- Boeing 737-900ER — Жириновский Владимир Вольфович, Державин Гавриил Романович.
- Boeing 747-400 — Владивосток, Иркутск, Казань, Красноярск, Нижний Новгород, Петропавловск-Камчатский, Санкт-Петербург, Хабаровск, Южно-Сахалинск («Тигролёт»).
- Boeing 777-300 — Анадырь, Великий Новгород, Екатеринбург, Магадан, Москва, Новосибирск, Сочи, Томск, Ульяновск, Уссурийск («Леолёт»).
- Sukhoi Superjet 100-95B — Арзамас, Балтийск, Биробиджан, Благовещенск, Борисоглебск, Великие Луки, Великий Устюг, Вельск («Тройка»), Владикавказ, Волоколамск, Выборг, Вязьма, Гатчина («300 лет СПбГУ»), Геленджик, Горно-Алтайск, Дербент, Дмитров, Дубна, Елец, Ессентуки, Звенигород, Ивангород, Истра, Калуга («Эрмитаж»), Калязин, Киров, Кировск, Кисловодск, Клин, Коломна, Комсомольск-на-Амуре, Королёв, Кострома, Кронштадт, Ленинград («Юбилейная ливрея»), Магас, Магнитогорск, Майкоп, Мирный, Муром («Движение Первых»), Нальчик, Нижнекамск, Нижний Тагил, Новый Уренгой, Норильск, Обнинск, Орёл, Певек, Петрозаводск, Плёс, Приозерск, Ржев, Рыбинск, Салехард, Саранск, Северодвинск, Североморск, Сергиев Посад, Серпухов, Суздаль, Сургут, Сызрань, Сыктывкар, Таганрог, Талдом, Тверь, Тихвин, Тобольск, Тольятти, Торжок, Тотьма, Углич, Уфа («Самбо»), Чебоксары, Элиста, Якутск, Ярославль.
- Sukhoi Superjet 100-95LR — Дзержинск.
- МС-21-300[41] — Дед Мороз.

## Маршрутная сеть
Совокупная маршрутная сеть авиакомпании «Россия» включает в себя более 120 пунктов назначения, в том числе социально значимые и высоко востребованные направления в города Дальнего Востока.
| Из Санкт-Петербурга: | Из Санкт-Петербурга:                                                                           | Из Санкт-Петербурга:                                                                           |  |
| --- | ---------------------------------------------------------------------------------------------- | ---------------------------------------------------------------------------------------------- |  |
| По России: Апатиты, Архангельск, Волгоград, Грозный, Екатеринбург, Иркутск, Казань, Калининград, Красноярск, Махачкала, Минеральные Воды, Москва (Внуково), Москва (Шереметьево), Мурманск, Нижневартовск, Нижний Новгород, Новосибирск, Омск, Оренбург, Пенза, Пермь, Самара, Сочи, Сургут, Сыктывкар, Тобольск, Тюмень, Уфа, Челябинск                                                                               | Международные направления: Алма-Ата, Баку, Дубай, Ереван, Самарканд, Стамбул, Ташкент, Анталья | Международные направления: Алма-Ата, Баку, Дубай, Ереван, Самарканд, Стамбул, Ташкент, Анталья |  |
| Из Москвы: |                                                                                                |                                                                                                |  |
| Из Шереметьево: |                                                                                                |                                                                                                |  |
| По России: Анадырь, Архангельск, Астрахань, Благовещенск, Волгоград, Владивосток, Екатеринбург, Ижевск, Казань, Калининград, Красноярск, Магадан, Магнитогорск, Махачкала, Минеральные Воды, Мурманск, Нижний Новгород, Нижнекамск, Омск, Оренбург, Пенза, Пермь, Санкт-Петербург, Саранск, Саратов, Сочи, Ставрополь, Сургут, Сыктывкар, Тюмень, Ульяновск, Уфа, Хабаровск, Ханты-Мансийск, Челябинск, Южно-Сахалинск | Международные направления: Гавана, Варадеро, Коломбо, Костанай                                 | Международные направления: Гавана, Варадеро, Коломбо, Костанай                                 |  |
| Из Внуково: |                                                                                                |                                                                                                |  |
| По России: Екатеринбург, Санкт-Петербург, Уфа | Международные направления: нет                                                                 | Международные направления: нет                                                                 |  |
| Из Домодедово: |                                                                                                |                                                                                                |  |
| По России: Санкт-Петербург | Международные направления: нет                                                                 | Международные направления: нет                                                                 |  |
| Из Красноярска: |                                                                                                |                                                                                                |  |
| По России: Благовещенск, Владивосток, Екатеринбург, Иркутск, Казань, Магадан, Минеральные Воды, Мирный, Нерюнгри, Новокузнецк, Новосибирск, Новый Уренгой, Омск, Пермь, Самара, Санкт-Петербург, Сочи, Сургут, Тюмень, Улан-Удэ, Хабаровск, Ханты-Мансийск, Челябинск, Чита, Южно-Сахалинск, Якутск | Международные направления: Алма-Ата, Астана, Бишкек, Ош, Пекин, Санья, Ташкент, Харбин         | Международные направления: Алма-Ата, Астана, Бишкек, Ош, Пекин, Санья, Ташкент, Харбин         |  |
| Из Сочи : |                                                                                                |                                                                                                |  |
| По России: Красноярск, Москва (Шереметьево), Санкт-Петербург | Международные направления: Анталья, Дубай, Ереван, Даламан, Стамбул                            | Международные направления: Анталья, Дубай, Ереван, Даламан, Стамбул                            |  |

## Бортовое издание
На всех рейсах авиакомпании «Россия» распространяется информационно-развлекательный журнал «R FLIGHT».
Первый выпуск собственного бортового издания состоялся в июле 2017 года. На сайте авиакомпании размещён актуальный выпуск бортового журнала.

## Генеральный директор
В период с 1992 по 2022 годы на пост генерального директора АО «Авиакомпания «Россия» были назначены:
- Ян Борисович Бург (с апреля 2022 по настоящее время)[43],
- Сергей Владимирович Александровский (сентябрь 2018 — апрель 2022)[44],
- Дмитрий Петрович Сапрыкин (ноябрь 2015 — сентябрь 2018)[45],
- Василий Николаевич Мешков (январь 2013 — ноябрь 2015)[46],
- Сергей Геннадьевич Белов (апрель 2010 — январь 2013)[47],
- Роман Викторович Пахомов (июль 2009 — апрель 2010)[48],
- Сергей Юрьевич Михальченко (октябрь 2006 — июль 2009),
- Геннадий Андреевич Болдырев (декабрь 2005 — октябрь 2006),
- Александр Николаевич Головин (февраль 2004 — декабрь 2005),
- Борис Григорьевич Демченко (июль 1992 — январь 2004).

## Партнёрство с ФК «Зенит»

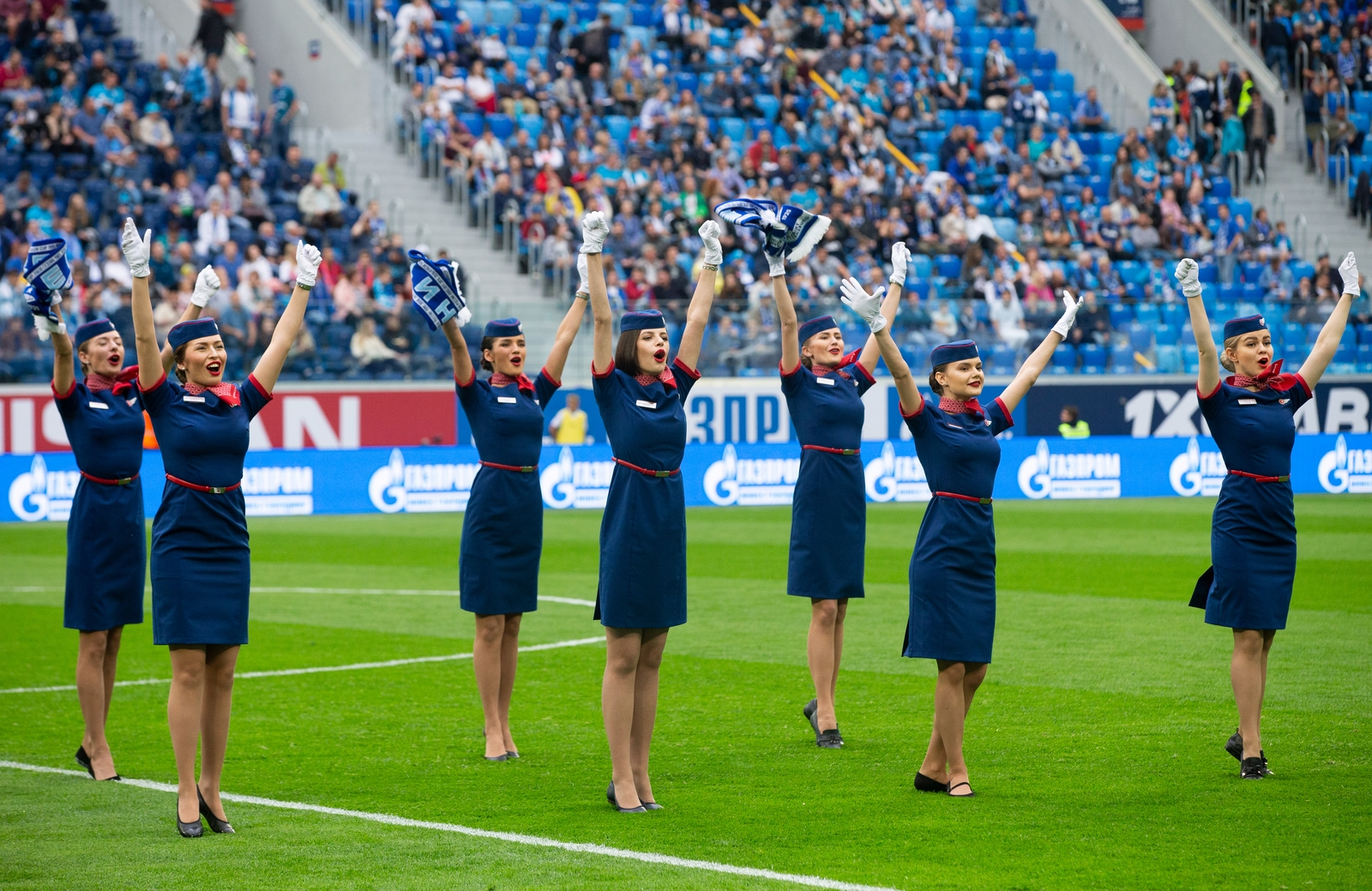
Предматчевый инструктаж от бортпроводников авиакомпании «Россия» перед матчем «Зенит»-«Тамбов». «Газпром Арена», 14 июля 2019 года.

7 июля 2014 года авиакомпания «Россия» стала официальным перевозчиком петербургского футбольного клуба «Зенит». Торжественная церемония в связи с заключением соглашения состоялась на стадионе «Петровский» — домашней арене «Зенита». Для работы на рейсах с командой авиакомпанией была подготовлена группа бортпроводников, кроме того, совместно со врачами и диетологами разработано специальное спортивное бортовое питание.
В ноябре 2014 года в Санкт-Петербурге был презентован первый в истории авиакомпании самолёт в сине-бело-голубой ливрее футбольного клуба. Воздушное судно осуществляет не только перелёты «Зенита», но и задействовано также на обычных регулярных рейсах авиакомпании.
19 июля 2015 года на стадионе «Петровский» был подписан новый договор о партнёрстве между авиакомпанией «Россия» и футбольным клубом «Зенит». Новое соглашение партнёров рассчитано на один год с возможностью дальнейшего продления.
В октябре 2017 года в рамках сотрудничества с футбольным клубом авиакомпания получила право на название трибун на стадионе «Газпром Арена».
15 июля 2019 года на стадионе «Газпром Арена» состоялось торжественное подписание договора о партнёрстве между авиакомпанией «Россия» и ФК «Зенит». После завершения торжественной церемонии состоялся матч «Зенит» — «Тамбов». «Россия» в поддержку команды подготовила специальную акцию: бортпроводники авиакомпании провели предматчевый инструктаж для всех болельщиков.
В 2024 году авиакомпания «Россия» и ФК «Зенит» перешагнули рубеж непрерывного 10-летнего сотрудничества.

## Партнёрство с ФК «Динамо» Москва

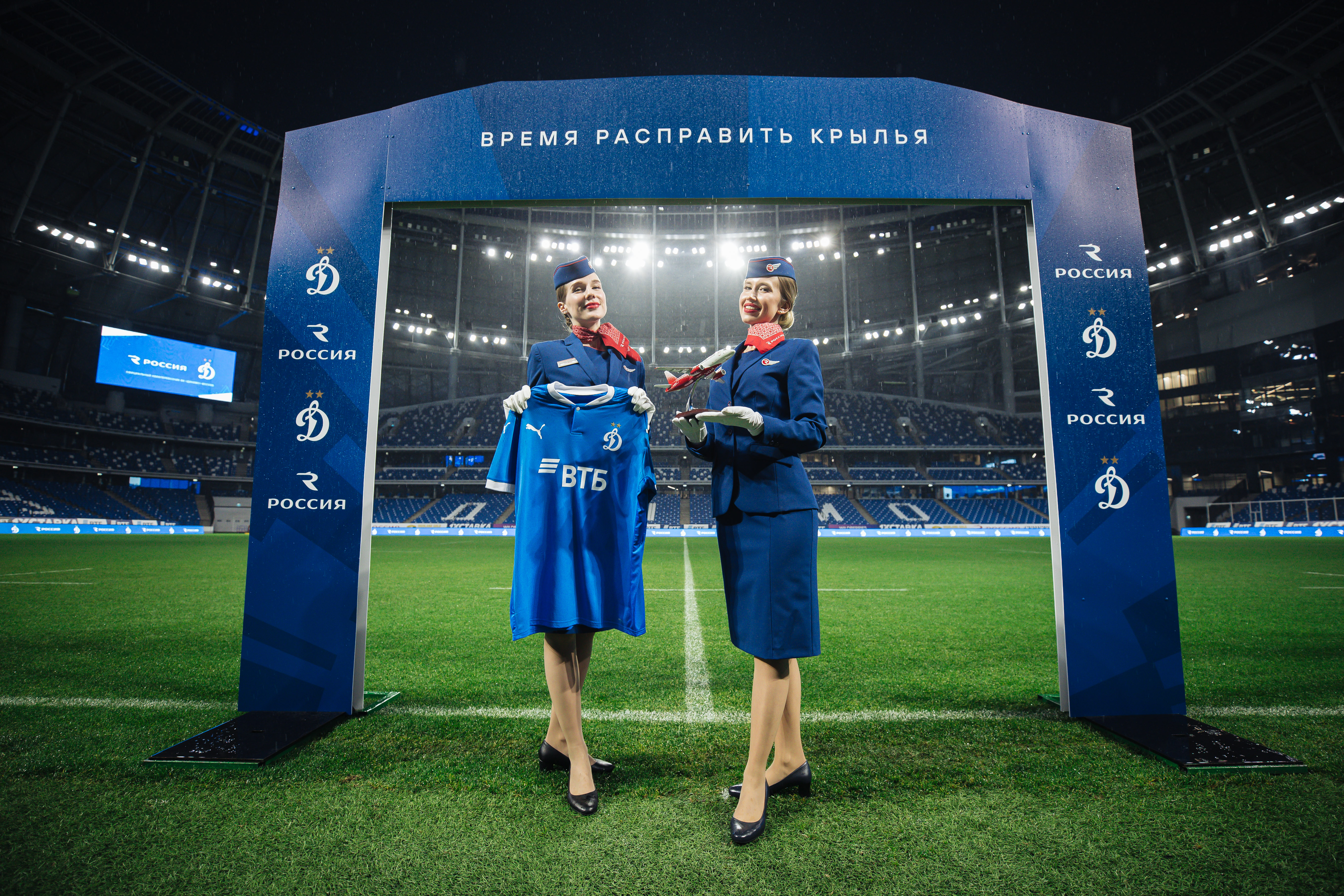
Авиакомпания «Россия» — официальный перевозчик ФК «Динамо» Москва. 14 октября 2021 года

В октябре 2021 года авиакомпания «Россия» и футбольный клуб «Динамо» Москва подписали соглашение о сотрудничестве, предусматривающее официальное партнёрство двух известных брендов. Торжественная церемония состоялась 14 октября 2021 года на стадионе «ВТБ Арена».
Подписи под соглашением поставили генеральный директор футбольного клуба «Динамо-Москва» Павел Пивоваров и заместитель генерального директора авиакомпании «Россия» Михаил Федосов. В результате подписанного договора авиакомпания «Россия» получила статус официального перевозчика одного из старейших футбольных клубов нашей страны.
Это партнёрство даёт авиакомпании право нанесения её логотипа на форму игроков клуба, позволяет проводить среди болельщиков совместные конкурсы и активности в социальных сетях «Динамо-Москва», а также производить широкий перечень кобрендинговой сувенирной продукции. Футбольный клуб, в свою очередь, предоставляет авиакомпании права на реализацию совместных промоакций и рекламных кампаний. Для сотрудничества выбран слоган «Время расправить крылья!».
«Авиакомпания «Россия» и ФК «Динамо» — два сильных бренда. Решение о заключении сделки стало логичным продолжением политики авиакомпании, пропагандирующей здоровый образ жизни и поддерживающей не только футбол, но и спорт в целом, а также продиктовано намерением авиакомпании закрепить и усилить успехи в спортивном маркетинге, а также стать футбольным перевозчиком двух столиц».

## Специальные ливреи

### «Зенитолёт»

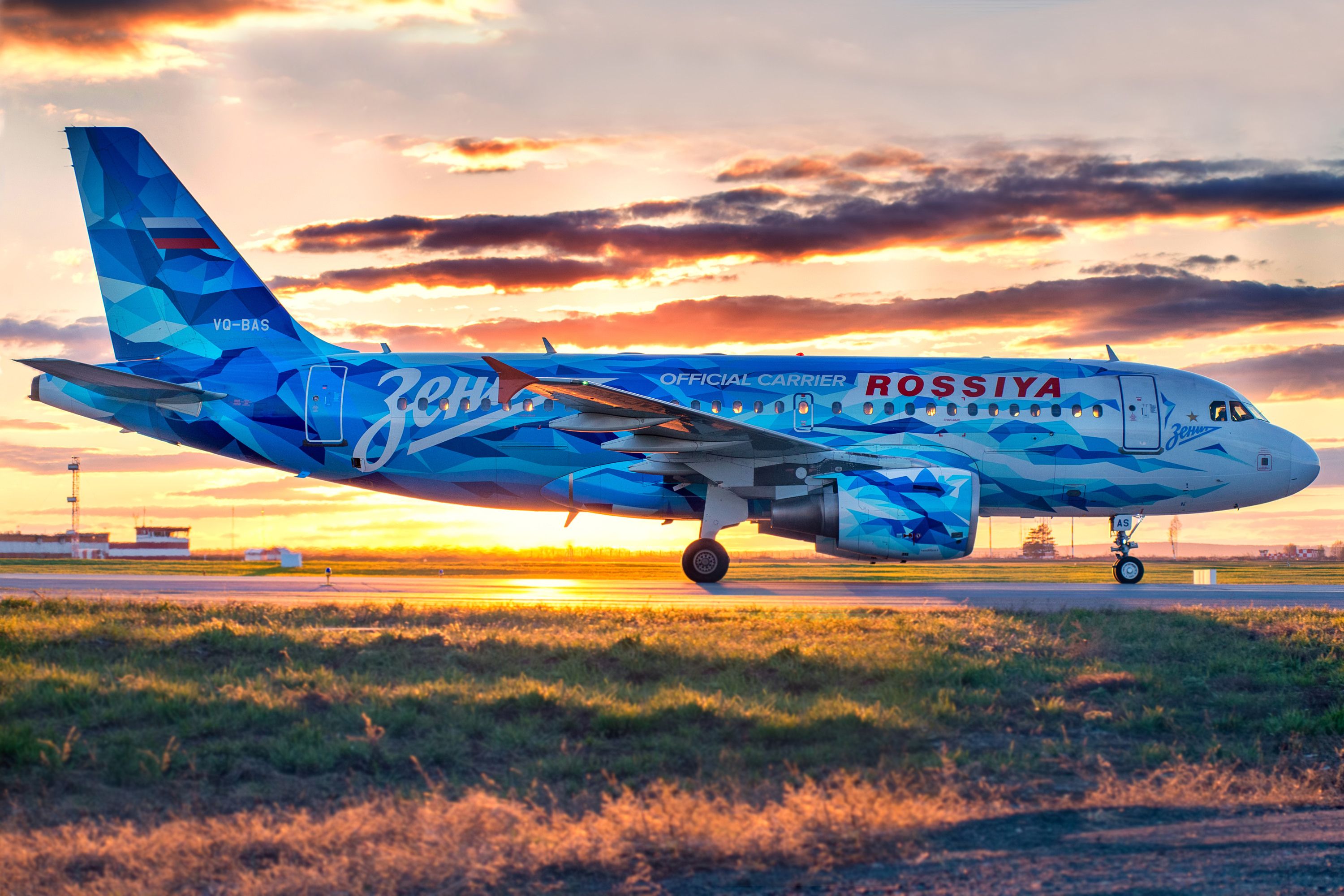
Airbus A319-100 авиакомпании «Россия» в ливрее «Зенитолёт»

В июле 2014 года авиакомпания «Россия» стала официальным перевозчиком Санкт-Петербургского футбольного клуба «Зенит».
В начале октября 2014 года в социальных сетях авиакомпании и футбольного клуба был объявлен конкурс «Раскрась самолёт „Зенита“!», в рамках которого более 200 участников из всех регионов России и других стран мира соревновались за право стать автором новой ливреи самолёта. Жюри конкурса во главе с тогдашним главным тренером ФК «Зенит» Андре Виллашем-Боашем определило победителем эскиз Сергея Скребнева. Его вариант специальной ливреи был выбран для нанесения на самолёт Airbus A319-100 с бортовым номером RA-73199 .
29 октября 2014 года самолёт отправился в Нидерланды для покраски. 11 ноября того же года лайнер был представлен в аэропорту Пулково.
15 сентября 2021 года выполнял рейс SU6694 Анталия-Пулково. При заходе на посадку в аэропорт Пулково попал в стаю птиц. В результате произошёл выход в нештатный режим работы двигателей лайнера. Самолёт совершил посадку в 22:26 в аэропорту Пулково. Ситуация не стала критической благодаря грамотным действиям экипажа. Воздушное судно отстранено от полётов и стоит в Пулково на перроне номер 3.

### «Забота о тиграх»/«Тигролёт»

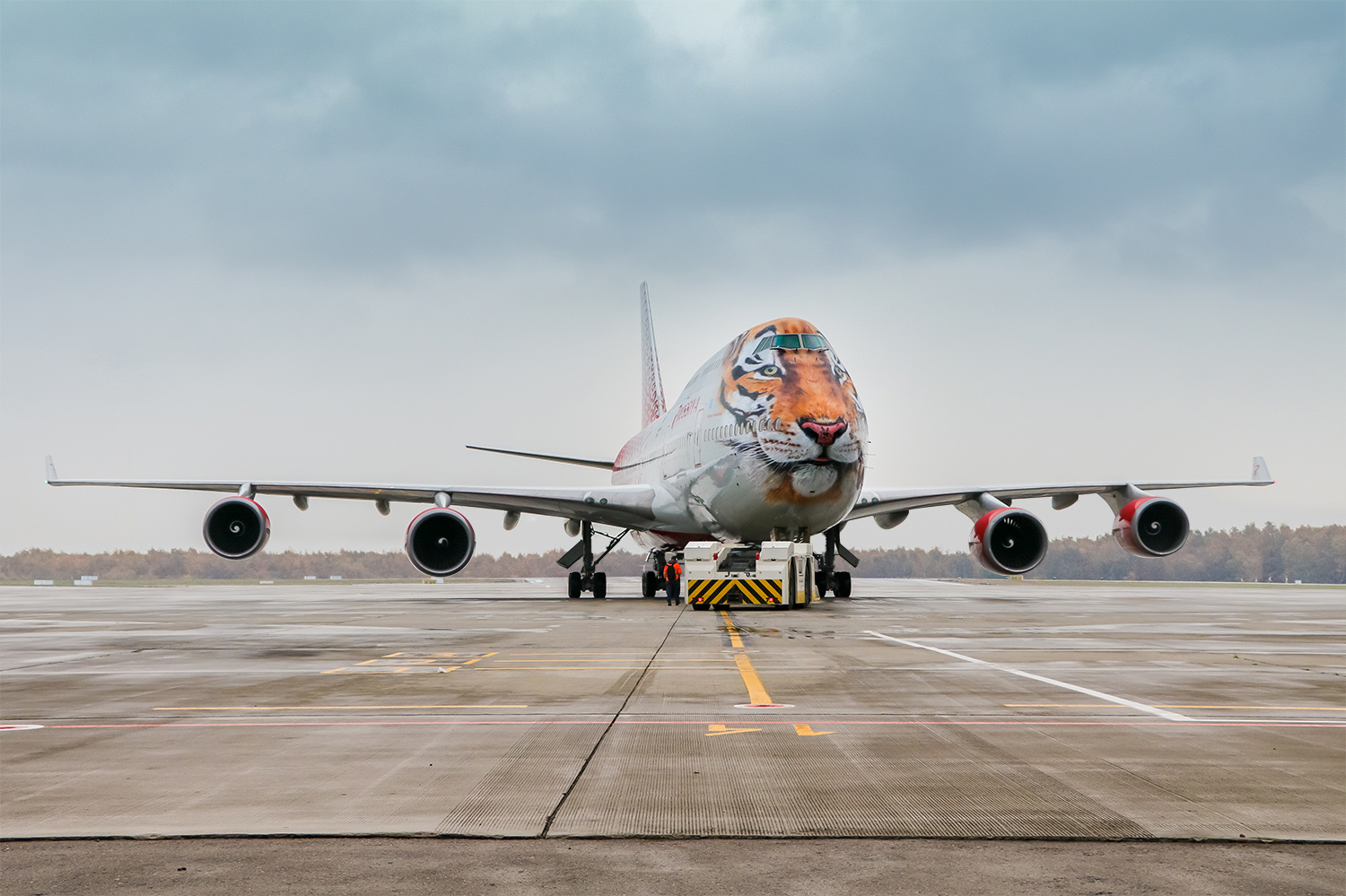
Boeing 747-400 авиакомпании «Россия» в ливрее «Забота о тиграх»/«Тигролёт»

В сентябре 2016 года авиакомпания «Россия» совместно с центром «Амурский тигр» представила самолёт Boeing 747-400 (борт RA-73284; ранее принадлежал Трансаэро (борт EI-XLD)), названный в честь города Южно-Сахалинска, в специальной тигриной ливрее. Носовую часть воздушного судна украсило изображение головы амурского тигра.
Цель проекта — привлечение широкого общественного внимания к делу сохранения популяции редких видов диких животных. Лайнер выполняет рейсы по наиболее востребованным маршрутам в города Дальнего Востока и популярные курортные направления внутри России. Первый рейс воздушное судно совершило 11 сентября во Владивосток на 19.01.23 все Boeing 747-400 на хранение .

### «Дальневосточный леопард»/«Леолёт»

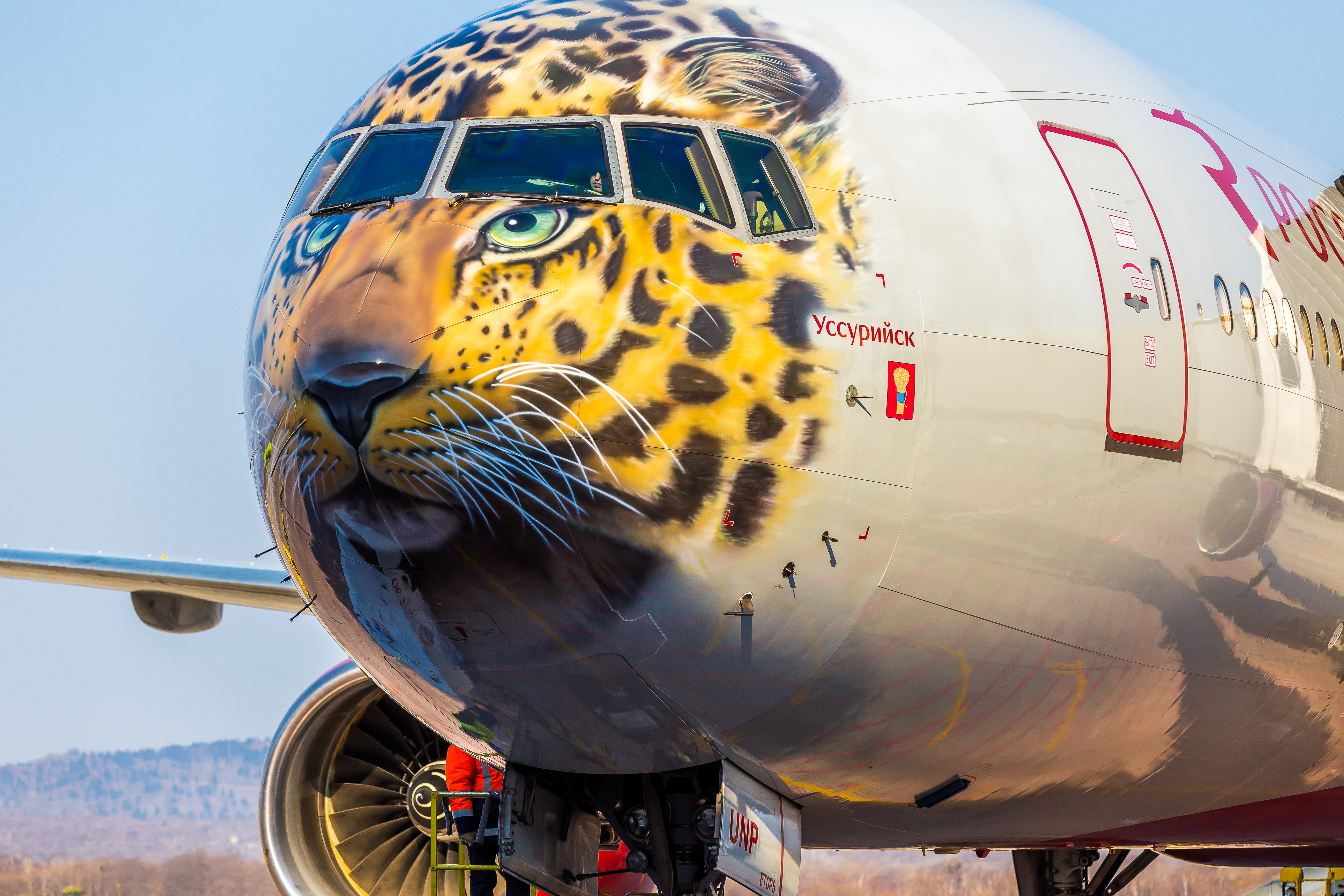
Boeing 777-300 авиакомпании «Россия» в ливрее «Дальневосточный леопард»/«Леолёт»

В феврале 2017 года авиакомпания «Россия» представила Boeing 777-300 (борт RA-73282), названный в честь города Уссурийска, с изображением головы дальневосточного леопарда, самого редкого из всех подвидов леопарда. Проект реализован совместно с АНО «Дальневосточные леопарды». Решение о пополнении флота воздушным судном в оригинальной раскраске было принято с целью поддержать природоохранные инициативы, проводимые в рамках Года экологии в России.
Воздушное судно выполняет рейсы по наиболее востребованным и социально значимым маршрутам в города Дальнего Востока и популярным курортным внутрироссийским и международным направлениям.

### «Спортолёт»

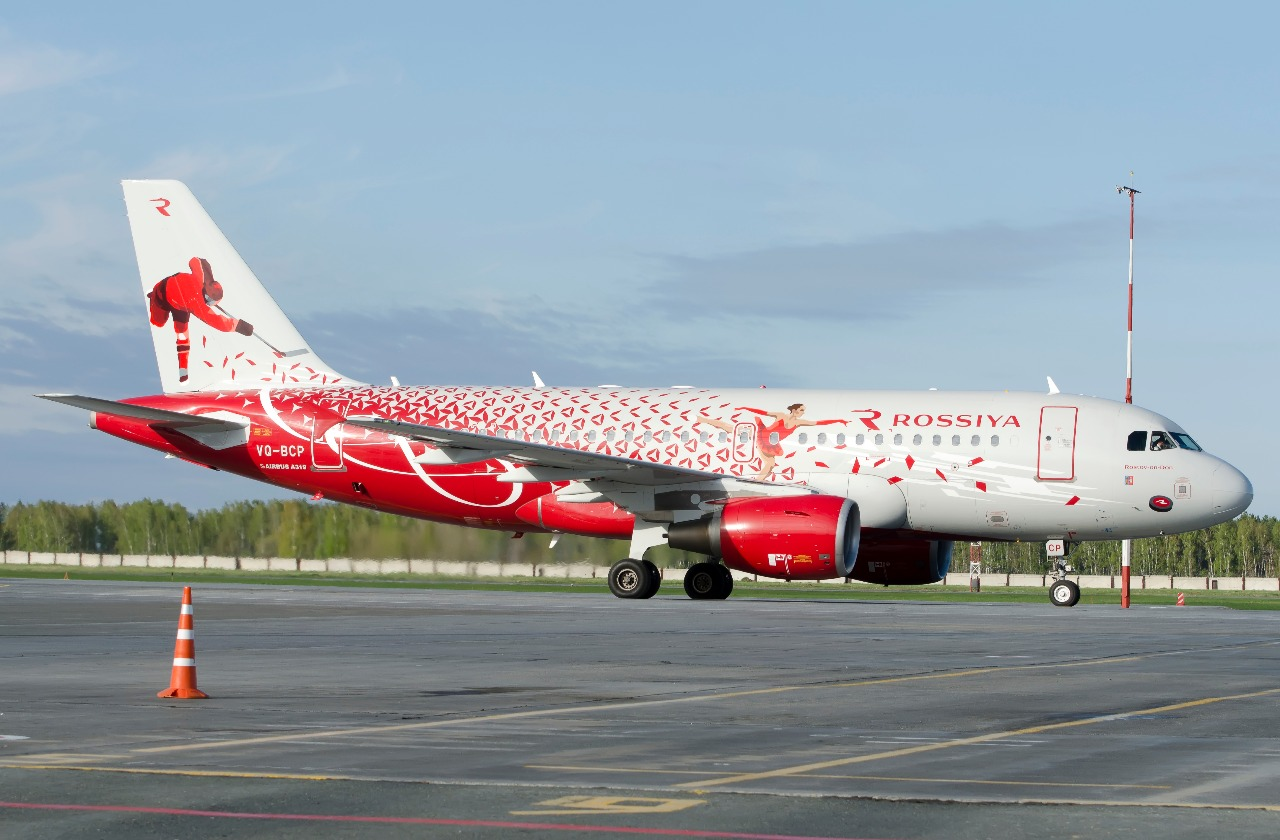
Airbus A319-100 авиакомпании «Россия» в ливрее «Спортолёт»

29 мая 2018 года флот авиакомпании поступило воздушное судно Airbus A319-100 борт RA-73216 имя «Ростов-на-Дону» в новой эксклюзивной ливрее, посвящённой российскому спорту. В качестве основных элементов специальной «спортивной» ливреи выбраны стилизованные образы и атрибутика, представляющие четыре спортивных вида — футбол, хоккей, художественная гимнастика и фигурное катание, которые объединили в себе, помимо зимне-летней разновидности, также командные и индивидуальные виды спорта, являющиеся одними из наиболее любимых российской аудиторией болельщиков. Все элементы изображения стилизованы путём полигональной графики, перекликающейся со стилистикой ливреи «Зенитолёта». Креативная концепция, дизайн и творческое воплощение проекта разработаны и реализованы специалистами авиакомпании.
В июне 2018 года в социальной сети авиакомпании был объявлен конкурс на выбор названия для лайнера в новой уникальной спортивной ливрее. За неделю участниками конкурса было предложено более 130 различных названий, из которых самым популярным стало — «Спортолёт».

### «Тройка»
В апреле 2022 года авиакомпания «Россия» представила самолёт Sukhoi Superjet 100-95B (бортовой номер RA-89022, ранее принадлежал «Аэрофлоту») в новой специальной ливрее «Тройка». Во флоте компании он стал первым отечественным самолётом семейства Superjet, получившим специальную ливрею.
Появление оригинальной окраски воздушного судна приурочено к проведению Года культурного наследия народов России. Эксклюзивная ливрея призвана популяризовать национальные культурно-исторические традиции и привлечь внимание общественности к важности сохранения богатого наследия русского народа.
Дополнение фирменной ливреи «Тройка» графическим элементом в виде трёх мчащихся запряжённых лошадей является данью уважения к уникальному явлению русской культуры. Ливрея «Тройка» также визуально усиливает эффект полёта: самолёт как бы покоряет бескрайнее небо нашей Родины также, как раньше тройки лошадей покоряли просторы страны.
Согласно традиции присвоения воздушным судам авиакомпании названий городов Российской Федерации, которая является частью программы перевозчика по развитию внутреннего туризма и популяризации истории и географии России, борт RA-89022 в ливрее «Тройка» получил имя города Вельска, поскольку в Вельском районе Архангельской области располагается Хорошевский коневодческий комплекс, на котором с 2014 года началось возрождение Вельской тройки лошадей, а в самом Вельске ежегодно проходят скачки «Гордость Поморья» — одни из лучших конноспортивных соревнований на Северо-Западе России.
Самолёт SSJ 100-95B «Тройка» имеет классическую двухклассную компоновку (общее количество мест на борту – 87, из которых 12 мест бизнес-класса и 75 мест экономкласса).

### «Эрмитаж»
В октябре 2023 года авиакомпания «Россия» представила новую ливрею совместно с Государственным Эрмитажем. На корпусе лайнера Superjet 100 (RA-89171) «Калуга» размещено изображение фигуры оленя – памятника декоративно-прикладного искусства скифов и одного из символов Государственного Эрмитажа. Усилия по продвижению знаковых объектов Родины помогут распространить знания о культуре, искусстве и особенно о богатейшей энциклопедической коллекции Эрмитажа.
Самолёт Superjet 100 «Эрмитаж» представлен в монокомпоновке (общее количество мест на борту – 100).

### «300 лет СПбГУ»
В феврале 2024 года авиакомпания «Россия» совместно с Санкт-Петербургским государственным университетом представила новую ливрею. На фюзеляж воздушного судна Superjet 100 (RA-89142) «Гатчина» нанесён юбилейный логотип СПбГУ. Эксклюзивная ливрея, посвящённая 300-летию одного из старейших и лидирующих университетов России, призвана привлечь внимание к его богатой истории, образовательным и научным достижениям, технологиям и инновациям. Проект напоминает о том, что образование – воплощение силы и мощи и может переносить нас на невероятные, невиданные ранее высоты.
Самолёт Superjet 100 «300 лет СПбГУ» представлен в монокомпоновке (общее количество мест на борту – 100).

### «Самбо»
В апреле 2024 года авиакомпания «Россия» представила специальную ливрею Superjet 100 (RA-89146) «Уфа» в честь самбо – уникального отечественного вида спорта. Проект реализован в сотрудничестве авиакомпании и Всероссийской федерации самбо. Ливрея способствует популяризации здорового образа жизни среди молодежи и единению отечественной аудитории, поддерживает и вдохновляет профессионалов и любителей на новые достижения.
Самолёт Superjet 100 «Самбо» представлен в монокомпоновке (общее количество мест на борту – 100).

### «Движение Первых»
В августе 2024 года авиакомпания «Россия» совместно с российским движением детей и молодежи Движение Первых представила новую ливрею на корпусе лайнера Superjet 100 (RA-89131) «Муром». Это приурочено к проведению Года семьи, т.к. город Муром — родина православных святых Петра и Февронии Муромских — покровителей семьи и брака, а семья – одна из ключевых ценностей Движения Первых. На фюзеляже изображён логотип Движения вместе с известными символами России: Храмом Василия Блаженного, Медным всадником и Крымским мостом. Это символизирует сохранение Первыми традиционных российских духовно-нравственных ценностей, культурного наследия прошлых поколений и развитие современной России.

### «Юбилейная ливрея 90 лет»
В сентябре 2024 года авиакомпания «Россия» представила новую ливрею, посвященную 90-летнему юбилею компании. На фюзеляж лайнера Superjet 100 (RA-89185) «Ленинград» нанесен логотип, в основу которого положен символ бесконечности как олицетворение непрерывности движения самолетов, профессионального роста работников и развития авиакомпании..

## Санкции
11 апреля 2022 года авиакомпания внесена в чёрный список Евросоюза из-за того, что её самолёты не соответствуют «международным стандартам безопасности». Компании запрещено выполнять рейсы над территорией Евросоюза и использовать аэропорты входящих в союз стран.

## Награды
В 2015 году авиакомпания входила в десятку лучших авиакомпаний Восточной Европы по версии Skytrax World Airline Awards и лидировала по показателям пунктуальности среди авиакомпаний страны.
В 2017 году стала победителем ежегодной международной премии Skyway Service Award в номинации «Лучшая авиакомпания в категории внутренние туристические перевозки», а также удостоилась премии базового аэропорта Пулково LED Together в номинации «Наиболее динамично развивающаяся авиакомпания».
По итогам 2018 года получила номинации в премии Skyway Service Award, как «Лучшая авиакомпания на туристических направлениях», «Лучший экономкласс внутренние регулярные перевозки» и «Лучший перевозчик спортивных команд – Крылья спорта», премию базового аэропорта Пулково LED Together за «Наибольший вклад в развитие трансферных перевозок», премию аэропорта Шереметьево SVO AWARDS 2018, а также награду Ambassador’s Award от посла Индонезии за значительный вклад в развитие двусторонних экономических отношений.
В 2019 году получила премию Skyway Service Award в трёх номинациях, премию Travellers’ Choice 2019 от компании Tripadvisor, награду за вклад в развитие региональных авиаперевозок в рамках IX международной конференции «Региональная авиация России и СНГ – 2019», награду Центра «Амурский тигр» за вклад в дело сохранения диких кошек, награду британского издания TravelPlus в категории «Детские наборы для детей старше 6 лет». Компания также вошла в десятку лучших авиаперевозчиков Восточной Европы рейтинга Skytrax World Airline Awards 2019 и в число 50-ти самых ценных брендов страны по версии Brand Finance. Исследовательское агентство Jacdec включило «Россию» в число самых безопасных авиакомпаний мира.
В 2020 году база технического обслуживания авиакомпании «Россия» в аэропорту Пулково в 2020 году стала победителем международной премии MRO Russia & CIS 2020 в номинации «За лучшую техническую службу».
Признана лучшей среди российских авиаперевозчиков, заняв 32 место в глобальном рейтинге наиболее безопасных авиакомпаний мира, составленном немецким исследовательским центром Jet Airliner Crash Data Evaluation Centre (JACDEC). Победила в премии Skyway Service Award - 2020 в номинациях «Лучший экономкласс, внутренние регулярные перевозки», «Лучшая авиакомпания на туристических направлениях».
В 2021 году становится первым российским авиаперевозчиком, который присоединился к международной программе по обеспечению безопасного туризма Safe Travels. В рамках этой инициативы «Россия» была отмечена знаком «Безопасное гостеприимство в Санкт-Петербурге/Safe Travels SPB».
Вошла в топ-50 рейтинга наиболее безопасных авиакомпаний мира Jet Airliner Crash Data Evaluation Centre (JACDEC) и подтвердила статус одной из самых безопасных авиакомпаний мира, получив семь звезд из семи от экспертов международного рейтингового агентства Airline Ratings, и стала победителем ежегодной международной премии Skyway Service Award в номинации «Лучшая авиакомпания – противостояние вызовам 2020» за развитие внутрироссийских направлений и открытие полетов по новым туристическим маршрутам в 2020 году.
В 2022 году стала победителем ежегодной международной премии Skyway Service Award в номинации «Лучшая авиакомпания-эксплуатант отечественной авиатехники». По версии платформы онлайн-рекрутинга HeadHunter «Россия» вошла в ТОП-100 компаний – лучших работодателей страны численностью от 5 тыс. человек, заняв 57 место в рейтинге. Одержала победу авиакомпания и в ежегодной национальной премии «Марка №1 в России», получив максимальное количество голосов пассажиров в категории «Авиакомпания», а также была удостоена премии «Развитие регионов. Лучшее для России» в номинации «Лучший авиаперевозчик».
В 2023 году «Россия» c гордостью заняла первое место в номинации «Пассажирские перевозки на международных линиях» (от 0,5 до 1,5 млн перевезенных пассажиров в год) авиационной премии «Крылья России». По итогам первого квартала 2023 года «Россия» стала лидером рейтинга пунктуальности среди отечественных и иностранных пассажирских перевозчиков, выполняющих полеты из Международного аэропорта Шереметьево. Также признана самой пунктуальной авиакомпанией на внутрироссийских направлениях в международном аэропорту Внуково за 2023 год в номинации от 500 тыс. до млн перевезенных пассажиров. Авиакомпания вошла в рейтинг топ-100 лучших работодателей по версии онлайн-платформы рекрутинга HeadHunter и заняла высокую позицию среди соискателей в отраслевой категории «Транспорт, логистика и автодилеры».
В 2024 года авиакомпания заняла второе место в премии «HR-бренд» в номинации «Северная столица», в которой жюри оценивались успешные кадровые проекты, реализованные на территории Санкт Петербурга и Ленобласти, по итогам 2023 года. «Россия» выступила с проектом «Крылья заботы» - собственным цифровым сервисом, запущенным в декабре 2023 года. Он представляет собой индивидуальный конструктор гибких корпоративных льгот, уровни и лимиты предоставления которых были разработаны на основе принципов грейдирования.